# Alison Arngrim
Alison Arngrim (née le 18 janvier 1962 à New York) est une actrice américaine principalement connue pour son rôle de Nellie Oleson dans La Petite Maison dans la prairie lorsqu'elle était enfant, et pour ses spectacles humoristiques français depuis 2006 : Confessions d'une garce de la prairie, La Malle aux trésors de Nellie Oleson et Nellie Oleson enflamme les années 80, tous en duo avec Patrick Loubatière.

## Biographie

### Carrière
De 1974 à 1981, elle tient le rôle de Nellie Oleson, la petite peste blonde de la série culte La Petite Maison dans la prairie.
Elle effectue depuis 2006 une carrière en France, avec le spectacle humoristique Confessions d'une garce de la prairie, en duo avec son ami français Patrick Loubatière, auteur et metteur en scène. Après son succès parisien au Théâtre Déjazet, elle est régulièrement en tournée dans les petites communes françaises. Elle a aussi tenu un rôle dans le film Le Deal de Jean-Pierre Mocky, tourné peu avant qu'elle n'apprenne le français.
Début 2012, Alison Arngrim et Patrick Loubatière débutent un tout nouveau spectacle intitulé La Malle aux Trésors de Nellie Oleson. Il s'agit d'un spectacle interactif, mêlant humour et émotion.
Aux États-Unis, elle fait essentiellement carrière au théâtre. En 2017, elle joue dans la pièce And Then There Were None, d'après Agatha Christie. En 2018, son interprétation de Louise Seger dans Always... Patsy Cline lui vaut de belles critiques. Elle a aussi un spectacle de stand-up, qui diffère totalement de ses spectacles français.
Alison Arngrim s'investit dans les œuvres caritatives, principalement la lutte contre le SIDA et les maltraitances sur mineur, parlant souvent au nom du groupe PROTECT. Plusieurs distinctions lui ont été décernées pour son engagement humanitaire : Friend in Deed Award, Celebration of Life Award, PROTECT National Leadership Award, etc.
En 2019, Alison Arngrim et Patrick Loubatière publient un livre de plus de 230 pages et 700 photos, Made in France, en édition limitée.
En 2023, Alison Arngrim et Patrick Loubatière  débutent un troisième spectacle en France et Belgique, Nellie Oleson enflamme les années 80
. En 2024, ils sont invités à le jouer dans un théâtre de Los Angeles, avec standing ovation. 

### Confessions d'une garce de la prairie
Spectacle de stand-up d'Alison Arngrim et Patrick Loubatière, en duo, en langue française.
La tournée se fait uniquement dans les petites communes, pour retrouver l'atmosphère familiale de La Petite Maison dans la prairie.
La mythique Nellie Oleson plaisante sur l'étiquette de garce qui lui colle à la peau depuis l'enfance. Elle livre des anecdotes sur le tournage et les comédiens. Des scènes de la série sont projetées sur écran géant. Alison Arngrim y parle également de sa vision de la France (ses rencontres avec les célébrités françaises, les différences culturelles avec les États-Unis…).
Son ami Patrick Loubatière, auteur de plusieurs ouvrages sur La Petite Maison dans la prairie et responsable des bonus sur les DVD américains de la série, lui donne la réplique.

### La Malle aux trésors de Nellie Oleson
Ce nouveau spectacle, toujours en français, écrit et mis en scène par Patrick Loubatière et interprété par Alison Arngrim et Patrick Loubatière, est aussi présenté lors d'une tournée privilégiant toujours les petites communes.
Ce duo interactif entraîne les spectateurs de surprise en surprise en leur offrant la possibilité de plonger leur main dans une malle remplie d’objets souvenirs ("cultes" ou complètement insolites), liés au tournage de La Petite Maison dans la prairie. Chaque objet donne lieu à des anecdotes inédites, vidéos et photos rares.
Alors que Confessions d’une garce de la prairie était un spectacle de stand-up où Alison Arngrim et Patrick Loubatière se succédaient sur scène dans plusieurs sketchs humoristiques, La malle aux trésors de Nellie Oleson est un show festif et interactif, où les deux comédiens ne quittent pas la scène pendant près de deux heures, sauf durant les séquences vidéos, et pour se rendre au cœur du public.

### Nellie Oleson enflamme les années 80
Deux heures d'humour, de musique, de nostalgie et de convivialité, où Alison Arngrim promène son regard amusé d’Américaine sur nos années 80 françaises… tout en laissant place par moments au regard malicieux de son alter ego Nellie Oleson.
En duo avec Patrick Loubatière, auteur et metteur en scène du spectacle.

### Vie privée
Elle est la fille de l'actrice canadienne Norma MacMillan et du producteur américain Thor Arngrim, ainsi que la sœur de l'acteur canadien Stefan Arngrim.
Elle est mariée au musicien Robert Paul Schoonover depuis 1993.

## Mémoires
Alison Arngrim a publié ses mémoires aux éditions Florent Massot, La Petite Garce dans la Prairie. Dans cet ouvrage, la comédienne revient sur l'enfance cauchemardesque qu'elle a vécue, au sein d'une famille excentrique mais surtout déplaisante et malsaine, et partage également avec nous la terrible douleur de la perte de son meilleur ami, Steve Tracy, emporté par le SIDA. « Nous n'étions pas une famille normale. Mon père avait des amis très séduisants. J'ai commencé à suspecter quelque chose très tôt, mais je n'ai pas su que mon père était gay avant d'être une adulte », écrit-elle d'abord.
Elle s'attarde ensuite sur sa mère, une femme loin de l'image qu'on peut se faire d'une mère de famille classique des années 1960. « Elle ne se préoccupait pas du ménage et aimait les films de guerre. Le soir, pour me coucher, elle ne me lisait pas d'histoires pour enfants mais me parlait de cinéma ou de Raspoutine », se souvient-elle. 
Elle a été entourée de baby-sitters aussi instables que dangereuses : une avait des problèmes d'alcool, une autre de drogue, tandis qu'une troisième, jugée folle par les médecins, a fini internée en hôpital psychiatrique.
Elle se souvient également des longues après-midis qu'elle passait sous la surveillance de son frère, Stefan, de six ans son aîné. « J'étais régulièrement violée par Stephan. Il m'a aussi initiée à la drogue », écrit Alison Arngrim. Elle réclamera à ses parents d'être séparée de son frère, sans toutefois évoquer les abus sexuels dont elle est victime, mais ses appels au secours resteront vains. Impossible pour elle de parler : c'est sous les menaces de mort de son propre frère, prêt à l'égorger avec un couteau de cuisine, qu'elle vit au quotidien. À l'âge de neuf ans, découvrant que les sévices infligés par son frère sont illégaux, elle parvient à faire pression sur lui en le menaçant de prévenir la police, et ainsi, à le maintenir à distance. 
Deux ans plus tard, elle sera repérée par les producteurs de La Petite Maison dans la Prairie et engagée pour endosser le rôle de Nellie Oleson. Âgée de vingt ans quand le programme s'arrête, Alison Arngrim sombre ensuite dans une profonde dépression et finit par avouer la vérité à ses parents au sujet des abominations que son frère lui a fait subir et pour lesquelles il ne s'est jamais excusé. « La dernière fois que l'on s'est contactés, c'était pour la mort de mon père. Mon frère ne me parle plus », conclut-elle. 

## Filmographie

### Cinéma
- 1974 : Throw Out the Anchor! : Stevie
- 2000 : For the Love of May (Court-métrage) : Jude
- 2002 : The Last Place on Earth : Une invitée à la soirée
- 2007 : Le Deal : Edith
- 2009 : Un Noël très très gay (Make the Yuletide Gay) : Heather Mancuso
- 2009 : The Bilderberg Club: Meet the Shadow One World Government (Court-métrage) : Dr. Samantha Klein
- 2021 : Even in dreams : Debra

### Télévision
- 1974-1981 : La Petite Maison dans la prairie (The Little House on the Prairie) (Série TV) : Nellie Oleson
- 1981 The Love Boat ( Série TV) : Becky Daniels
- 1983 : I Married Wyatt Earp (Téléfilm) : Amy
- 2010 : Mickey Boom (Série TV) : Krystal Marcus
- 2015 : CPR Talent Agency (Téléfilm) : Alison Arngrim
- 2017 : The Méphisto Box (Série TV) : Leeza
- 2017 : Life Interrupted (Série TV) : Ally Hughes
- 2017 : Grizzled! (Série TV) : Une randonneuse #2 / Dave / Une activiste hippie